# Robert K. Furtak
Robert Karl Furtak (* 26. Juli 1930 in Pilsen; † 2. April 2022 in Stegen) war ein deutscher Politikwissenschaftler und Hochschullehrer.

## Leben und Wirken
Nach seiner 1951 erfolgten Reifeprüfung besuchte Robert K. Furtak zunächst von 1953 bis zum Dolmetscher-Examen 1956 das Dolmetscher-Institut an der Universität Heidelberg, wo er sich mit der russischen und spanischen Sprache und dem Völkerrecht beschäftigte. Von 1956 bis 1960 studierte er dann Rechtswissenschaft an der Universität Heidelberg. Von 1957 bis 1958 arbeitete er als Dolmetscher und Übersetzer an der Botschaft der Bundesrepublik Deutschland in Moskau. Außerdem war er von 1958 bis 1967 Lektor für russische Sprache und Sowjetkunde an der Heidelberger Universität. Im Jahre 1961 legte er das erste juristische Staatsexamen ab, außerdem die Prüfung für den höheren diplomatischen Dienst. Von 1962 bis 1965 studierte Furtak dann Politikwissenschaft, Soziologie, Neuere Geschichte und Wirtschaftsgeographie an der Universität Heidelberg und der Technischen Hochschule Aachen. 1965 promovierte er an der Technischen Hochschule Aachen (Dr. rer.pol.). Nach einem Forschungsaufenthalt in Mexiko (1966 bis 1967) war Furtak von 1967 bis 1971 zunächst als Akademischer Rat an der Universität Freiburg/Br. tätig. Von 1971 bis 1995 hatte er dann eine Professur für Politikwissenschaft an der Universität Koblenz-Landau (Campus Landau) inne. Furtak beschäftigte sich vor allem mit den politischen Systemen der sozialistischen Staaten, insbesondere der Sowjetunion und Kuba; außerdem arbeitete er über Mexiko.
Der Politikwissenschaftler Florian T. Furtak ist sein Sohn.

## Veröffentlichungen (Auswahl)
- (Übers.): Leonard Schapiro / Partei und Staat in der Sowjetunion. Kiepenheuer & Witsch, Köln 1965.
- Kuba und der Weltkommunismus. Westdeutscher Verlag, Köln/Opladen 1967 (= Dissertation Technische Hochschule Aachen).
- Revolutionspartei und politische Stabilität in México (= Schriftenreihe des Instituts für Iberoamerika-Kunde. Bd. 12). Übersee-Verlag, Hamburg 1969.
- Internationale Dependenzverhältnisse in West und Ost. Funktionen und Wirkungen der Monroe-Doktrin und Breschnjew-Doktrin. In: Aus Politik und Zeitgeschichte. Bd. 24, H. 30–31, 1974, S. 3–17.
- Jugoslawien. Politik, Gesellschaft, Wirtschaft. Hoffmann u. Campe, Hamburg 1975, ISBN 3-455-09822-7.
- Die politischen Systeme der sozialistischen Staaten. Deutscher Taschenbuch-Verlag, München 1979, ISBN 3-423-03199-9.
- Herrschaft und Autonomie im kommunistischen Weltsystem. Ein historisch-systematischer Aufriß. In: Hans-Georg Wehling (Hrsg.): Eurokommunismus und die Zukunft des Westens. v. Decker, Heidelberg 1979, ISBN 3-7685-4678-0, S. 1–18.
- Die kubanisch-sowjetische Partnerschaft. Entwicklung, aktueller Stand, Probleme. Bundesinstitut für Ostwissenschaftliche und Internationale Studien, Köln 1980.
- Lateinamerika und die Bewegung der Blockfreien. Zur Frage einer Solidarisierung Lateinamerikas mit Afrika und Asien. Inst. für Iberoamerika-Kunde im Verbund der Stiftung Deutsches Übersee-Institut, Hamburg 1980.
- (Hrsg.): Politisches Lexikon Europa. Zwei Bände. C. H. Beck, München 1981.
- Mexikos lizenzierte Demokratie. Das Parteiensystem im Lichte der Wahlen von 1978 und 1982. In: Jahrbuch für Geschichte von Staat, Wirtschaft und Gesellschaft Lateinamerikas. Bd. 21, 1984, S. 375–412.
- Die Lateinamerika-Politik der Sowjetunion. In: Aus Politik und Zeitgeschichte. Bd. 36, H. 9, 1986, S. 43–54.
- Die "neue Philosophie" der sowjetischen Außenpolitik. In: Politische Studien. Bd. 39, 1988, S. 474–489.
- Kuba: Dreißig Jahre Revolution. In: Jahrbuch Dritte Welt 1990. 1989, S. 257–275.
- (Hrsg.): Elections in socialist states. St. Martin's Press, New York 1990, ISBN 0-312-05240-5.
- Krise und Reformpolitik in Jugoslawien. In: Politische Studien. Bd. 41, 1990, S. 360–375.
- Die kubanisch-sowjetischen Beziehungen: Konvergenzen und Divergenzen. In: Rafael Sevilla, Clemens Rode (Hrsg.): Kuba. Die isolierte Revolution? Horlemann, Unkel/Rhein 1993, ISBN 3-927905-71-2, S. 183–196.
- Der Schutz nationaler Minderheiten als Element einer europäischen Friedensordnung. In: Robert K. Furtak (Hrsg.): Politik und Bildung als Zukunftsgestaltung. Festschrift für Günter Bals zum 65. Geburtstag (= Landauer Universitätsschriften. Politikwissenschaft. Bd. 1). Knecht, Landau 1994, ISBN 3-930927-00-4, S. 79–140.
- Zum Verhältnis von Staatspräsident und Regierung in postkommunistischen Staaten. In: Otto Luchterhandt (Hrsg.): Neue Regierungssysteme in Osteuropa und der GUS (= Osteuropaforschung. Bd. 37). Spitz, Berlin 1996, ISBN 3-87061-563-X, S. 115–149.
- Staatspräsident – Regierung – Parlament in Frankreich und Rußland. Verfassungsnorm und Verfassungspraxis. In: Zeitschrift für Politikwissenschaft. Bd. 6, 1996, S. 945–968.

Außerdem zahlreiche weitere Aufsätze in Fachzeitschriften und Sammelbänden.